# Abadia de Einsiedeln
O Mosteiro de Einsiedeln (latim: Abbatia territorialis Sanctissimae Virginis Mariae Einsiedlensis) com seus departamentos e a igreja catedral da Assunção e São Maurício é uma abadia beneditina independente na cidade de Einsiedeln, no cantão de Schwyz. A abadia é o maior local de peregrinação da Suíça e uma importante parada no Caminho de Santiago. A Madona Negra de Einsiedeln na Capela da Graça é um ímã para cerca de 800.000 peregrinos e turistas por ano. A comunidade de monges beneditinos conta com cerca de 60 membros. O mosteiro não faz parte de uma diocese , mas tem o estatuto de abadia territorial. Atual Abade é Urban Federer
O convento beneditino de Fahr, perto de Zurique, faz parte da Abadia de Einsiedeln desde a sua fundação em 1130. Isso significa que o abade de Einsiedeln também é o do Mosteiro de Fahr. Juntos, eles formam o único mosteiro duplo remanescente do mundo na ordem beneditina.

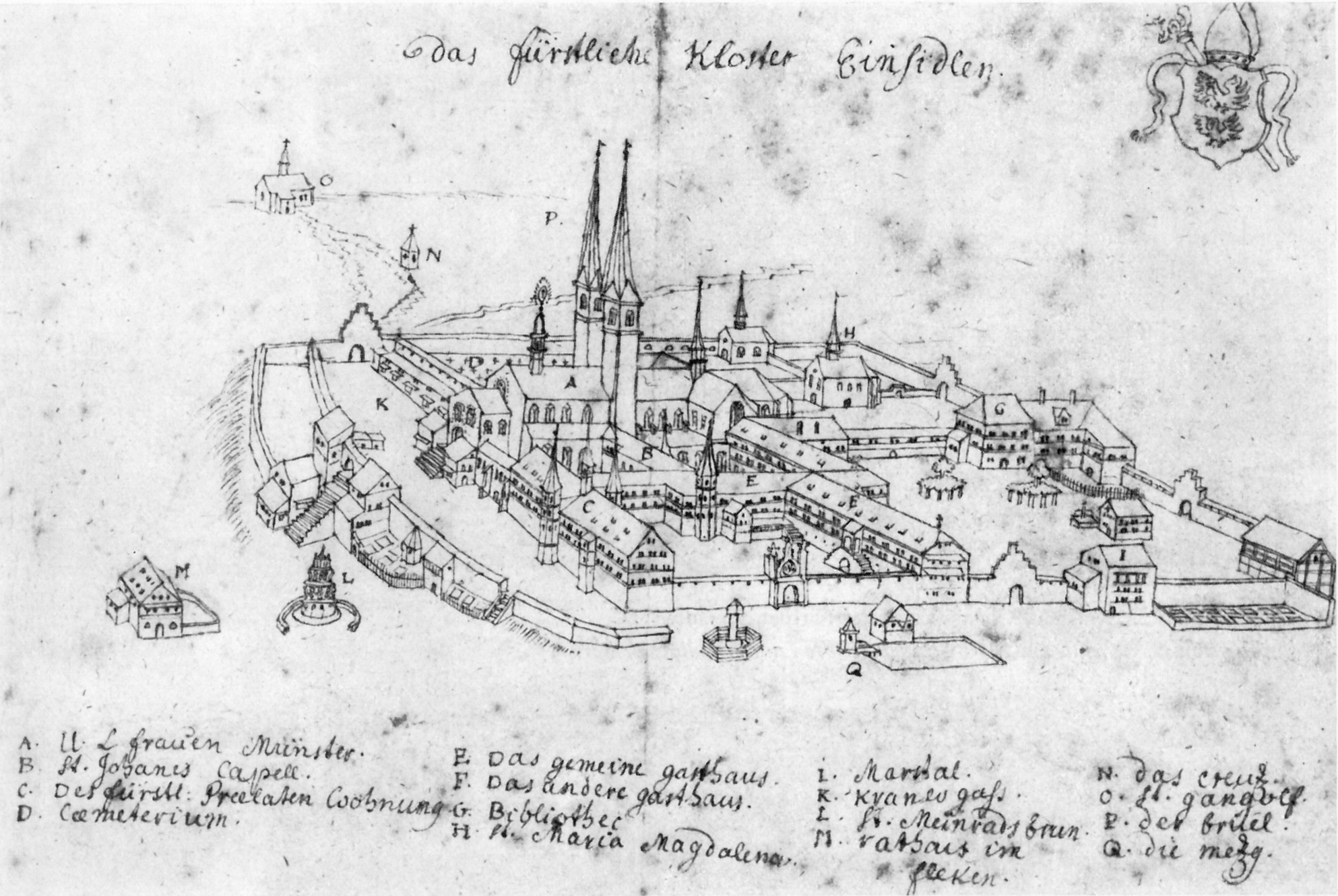
"O Monastério Principado de Einsidlen". Vista do antigo edifício do mosteiro (1630)

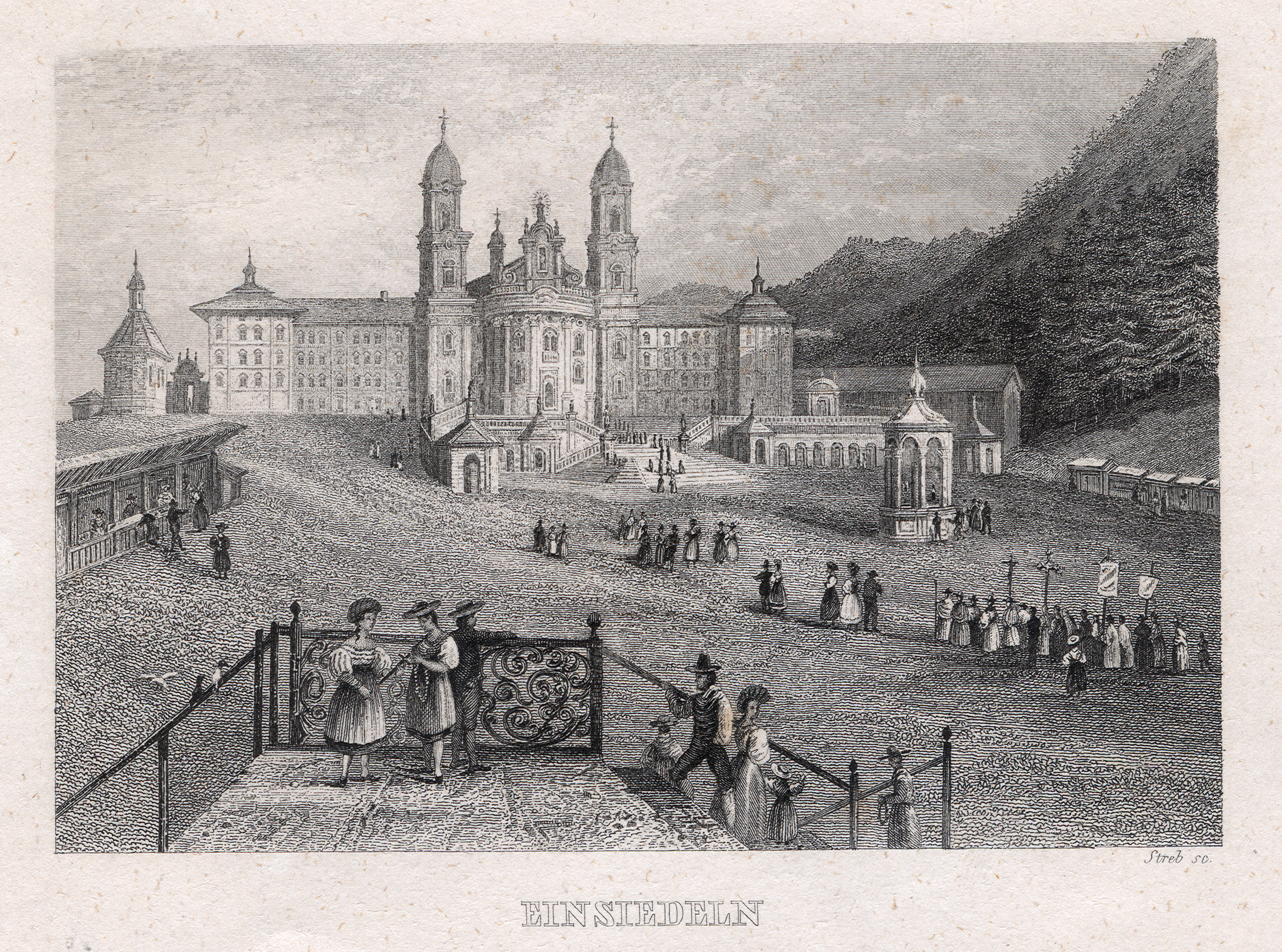
Einsiedeln, gravura em aço por Streb (por volta de 1850)

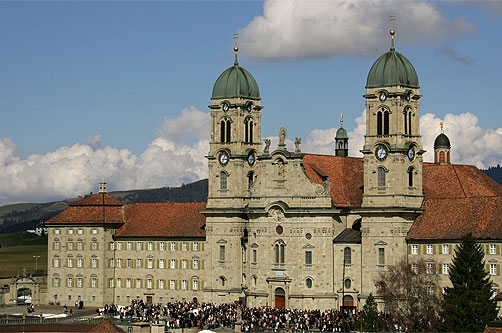
Mosteiro de Einsiedeln (2005)

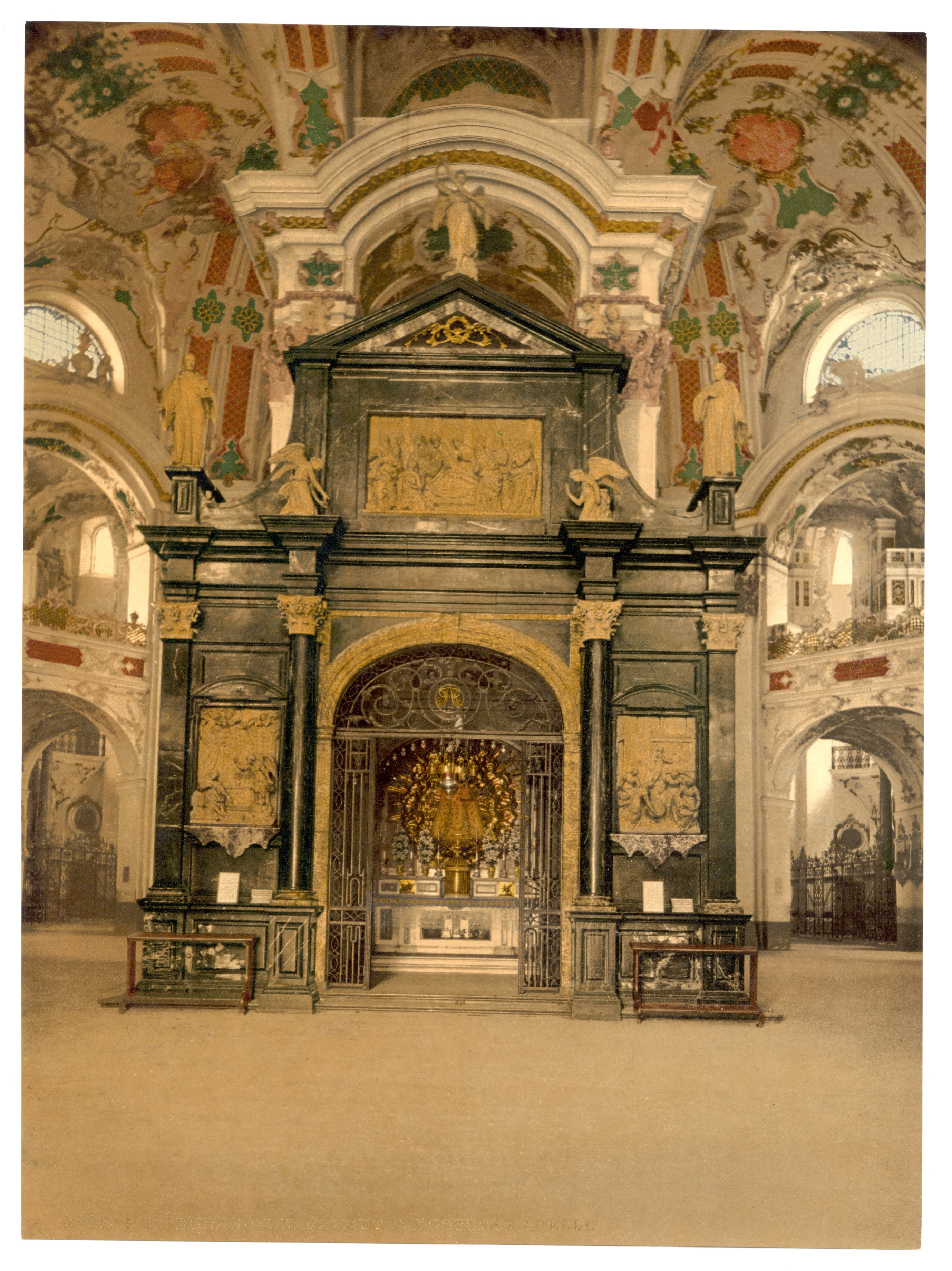
Capela da Graça (por volta de 1900)

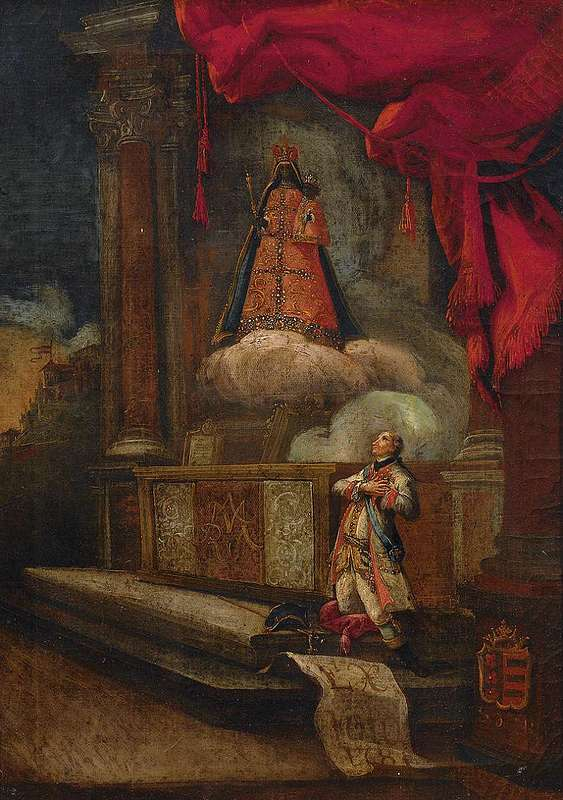
Nobre ajoelhado em frente à Madona Negra de Einsiedeln (1781)

## História

### Da cela de Meinrad à abadia imperial
Em 828, o beneditino Meinrad retirou - se do mosteiro de Reichenau como um eremita no Passo Etzel. Em 835, ele construiu uma nova ermida com uma pequena capela em um lugar remoto. Este lugar ficava um pouco mais ao sul, no meio da floresta escura. Segundo a lenda, Meinrad foi visitado por pessoas que pediram seu conselho e consolo e lhe deram presentes em troca. Em 21 de janeiro de 861, ele teria sido emboscado e assassinado por vagabundos. Seu corpo foi enterrado no Reichenau, o coração enterrado no Etzel.
Mais de 40 anos depois, o Meinradszelle tornou-se novamente um ímã para os eremitas. Entre eles estava Benno , que foi bispo de Metz por um curto período. Eles se estabeleceram perto da cela em 906 e limparam a área. Em 934, os eremitas foram combinados em um mosteiro beneditino por Eberhard , um reitor de Estrasburgo. Eberhard, o primeiro abade, tinha seu próprio povo que constituiu a primeira população do vale alto.
A fundação do mosteiro foi confirmada em 27 de outubro de 947 pelo Rei Otto I e foi acompanhada pela habitual doação de terras. A doação de Otto I também incluiu a ilha de Ufenau , que na época pertencia ao mosteiro feminino de Säckingen. O mosteiro das mulheres foi compensado por isso com outros bens. A Abadia de Einsiedeln também recebeu eleição livre e imunidade. Em 948, a primeira igreja da abadia foi consagrada em homenagem a Maria e Santa Maurício.

### Alta e Alta Idade Média
Durante sua estada de cinco semanas em Zurique em 2 de setembro de 1018, a pedido do Abade Wirund, o Imperador Heinrich II deu ao mosteiro o uso da Floresta Negra ao redor da abadia. Como patrono da igreja e dos mosteiros, ele já havia confirmado as posses tradicionais e a imunidade do mosteiro em 5 de janeiro do mesmo ano em seu palácio em Frankfurt. A fiscalização, incluindo a representação do mosteiro em questões jurídicas, assumia um patrono. Entre eles estavam os Nellenburgers , os senhores de Uster e von Rapperswil. Por fim, esses direitos lucrativos passaram para os Habsburgos.
Após o primeiro incêndio do mosteiro em 1029, uma basílica de três corredores com uma cripta foi construída de 1031 a 1039 , que forneceu a forma básica para o edifício barroco posterior. A pedra fundamental do novo edifício ocorreu em 10 de maio de 1031. Uma segunda basílica ( Lower Minster ) foi construída sobre o pátio murado em 1230.
As disputas de fronteira com os Schwyzers são conhecidas desde 1114, e geralmente são decididas em favor do mosteiro nos tribunais. Em 1308, após a morte do rei dos Habsburgos Albrecht I , as disputas aumentaram significativamente. Em 1314, o mosteiro foi conquistado e saqueado por fazendeiros de Schwyz no chamado Marchenstreit O duque da Áustria, Leopold I , que era o guardião da Abadia de Einsiedeln, atacou a Suíça Central, mas foi derrotado por eles na Batalha de Morgarten em 1315. O conflito não pôde ser resolvido até 1350. O mosteiro perdeu então uma parte considerável de suas terras.
Após um incêndio em 1465, a catedral inferior foi abobadada. Em 1509 e 1577 a igreja voltou a arder.

### Os primeiros tempos modernos
Huldrych Zwingli foi empregado como sacerdote popular no mosteiro de 1516 a 1518. O último monge deixou o mosteiro em 1525, o abade do mosteiro teve que renunciar em 20 de julho de 1526 - o mosteiro Einsiedeln foi extinto. O Schwyz então nomeou um novo abade, Ludwig II Blarer von Wartensee, que não foi reconhecido como legítimo por Roma até 1533. Ele aceitou os primeiros plebeus no mosteiro e assim o reviveu.
O coro e a igreja confessional foram construídos entre 1674 e 1684 sob a direção do arquiteto Hans Jörg Kuen. O mosteiro barroco foi construído de 1674 a 1735 como um edifício completamente novo em três fases, de acordo com os planos de Caspar Moosbrugger. Em 31 de março de 1704, foi lançada a pedra fundamental do novo mosteiro. Seu irmão, o construtor Johann Moosbrugger , foi contratado para fazer o trabalho de construção. A igreja foi consagrada em 3 de maio de 1735 pelo abade Nikolaus Imfeld. Na década de 1770/1780, vários conventuais de Einsiedeln mostraram-se abertos a várias preocupações do Iluminismo católicoe fez campanha, por exemplo, para melhorias no sistema de ensino fundamental e para a melhoria do bem-estar geral. Cultivar relações ecumênicas também era importante para eles.

### Séculos XIX e XX
Quando os franceses chegaram a Einsiedeln em maio de 1798, todos os habitantes do mosteiro fugiram. A capela da graça foi destruída pelos ocupantes, mas a imagem milagrosa foi salva pelos monges, liderados pelo abade Konrad Tanner. Em 17 de setembro do mesmo ano, o curral vazio foi declarado propriedade do Estado. Por meio do chamado ato de mediação em 19 de fevereiro de 1803, o clero recebeu de volta o mosteiro. O Gnadenkapelle foi reconstruído no estilo clássico de 1815-1817 com partes preservadas da estrutura antiga.
Ao longo dos séculos, monges de Einsiedeln fundaram inúmeros mosteiros filhas, incluindo St. Meinrad (Indiana / EUA) em 1854 e Los Toldos (Argentina) em 1948 , que por sua vez fundaram outros.

## Peregrinação
Há evidências de peregrinações marianas a Einsiedeln desde o século XIV. Durante o final da Idade Média , peregrinos vinham do norte da Alemanha e da Holanda. O mosteiro só experimentou um declínio no fluxo de peregrinos durante a Reforma: na segunda metade do século XVI, Einsiedeln mais uma vez se tornou o centro religioso dos católicos suíços.
A Igreja da Abadia de Einsiedeln não é apenas uma igreja de mosteiro, é também uma igreja paroquial e uma igreja de peregrinação.

### Eremita Nossa Senhora
A Madona Negra de Einsiedeln é uma imagem milagrosa do gótico tardio de meados do século XV. Substituiu a imagem milagrosa românica original, que foi destruída no incêndio de 1465. A cor negra da pele vem da fuligem das velas e lâmpadas que queimavam na frente da figura. Quando a estátua foi restaurada na Áustria em 1803, o artista expôs a cor original e pintou a figura novamente com a cor da pele. Esta mudança foi desagradável à população e por isso a Madonna foi pintada de preto. No início do século XVII, a estátua recebeu um manto espanhol em forma de sino. Ainda é alterado hoje de acordo com o ano da igreja.

### Lenda da consagração do anjo
Em 14 de setembro de 948, Cristo teria consagrado a capela no local do Meinradszelle, acompanhado por santos e anjos. Essa lenda formou o núcleo da peregrinação que começou. A maioria dos peregrinos visitou Einsiedeln na festa da consagração dos anjos. Se 14 de setembro caísse em um domingo, uma grande consagração de anjos de 14 dias era celebrada. Cerca de 150.000 sinais de peregrino foram vendidos em 1466.

### Complexo do mosteiro
O complexo do mosteiro barroco fechado , como ainda é apresentado hoje, foi construído em 1703 quando o abade Maurus von Roll lançou a pedra fundamental do novo complexo do mosteiro de acordo com os planos do irmão leigo eremita e arquiteto Caspar Moosbrugger da escola de construção de Vorarlberg.
Em 23 de setembro de 2012, o cantão de Schwyz aceitou um compromisso de crédito de 8 milhões de francos para obras de restauração entre 2013 e 2022 no referendo cantonal intitulado “Empréstimo para as obras de restauração na Abadia de Einsiedeln”.

## Complexo do mosteiro
O complexo do mosteiro barroco fechado , como ainda é apresentado hoje, foi construído em 1703 quando o abade Maurus von Roll lançou a pedra fundamental do novo complexo do mosteiro de acordo com os planos do irmão leigo eremita e arquiteto Caspar Moosbrugger da escola de construção de Vorarlberg.
Em 23 de setembro de 2012, o cantão de Schwyz aceitou um compromisso de crédito de 8 milhões de francos para obras de restauração entre 2013 e 2022 no referendo cantonal intitulado “Empréstimo para as obras de restauração na Abadia de Einsiedeln”.

## Biblioteca de canetas

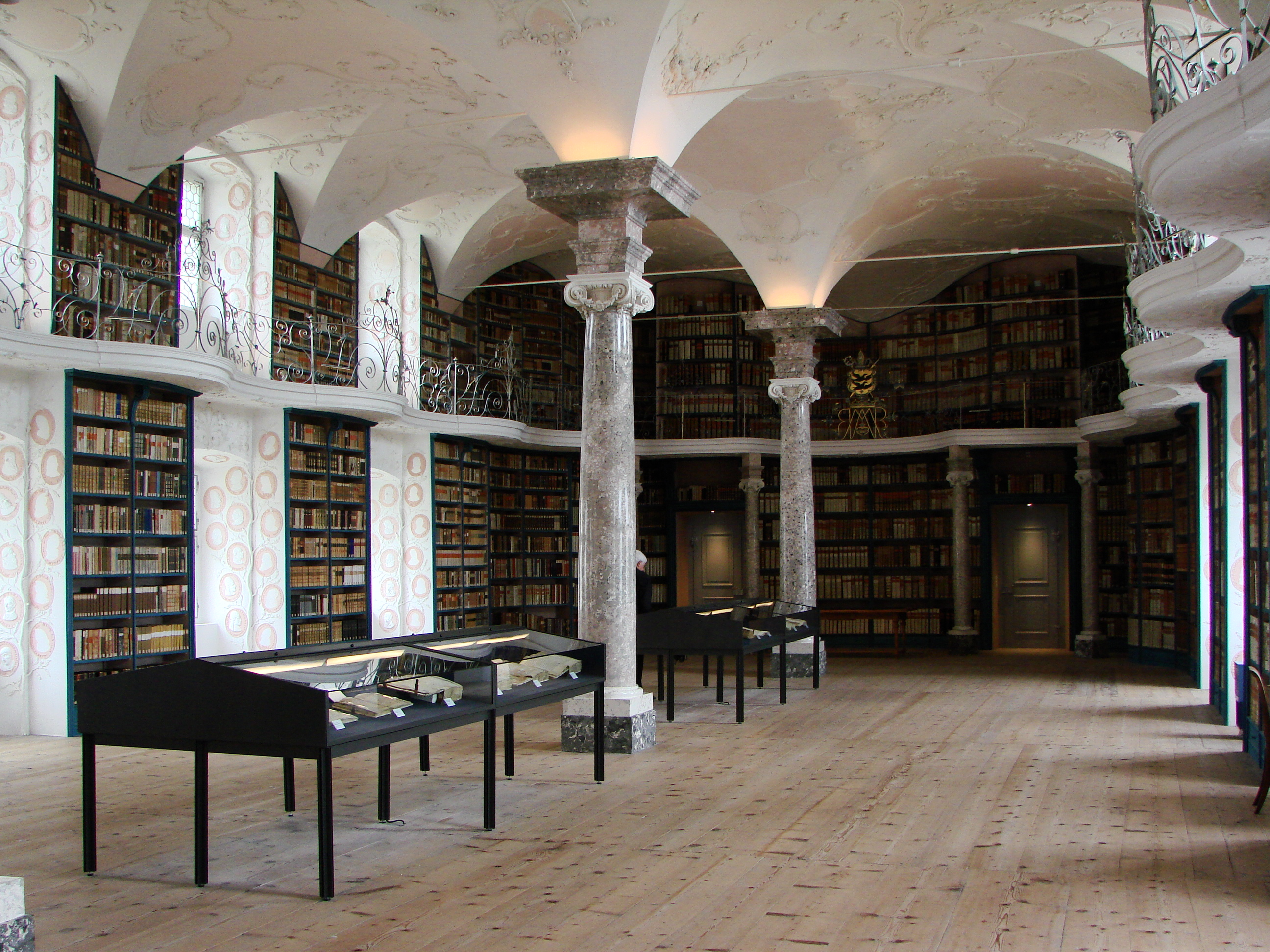
Biblioteca de canetas

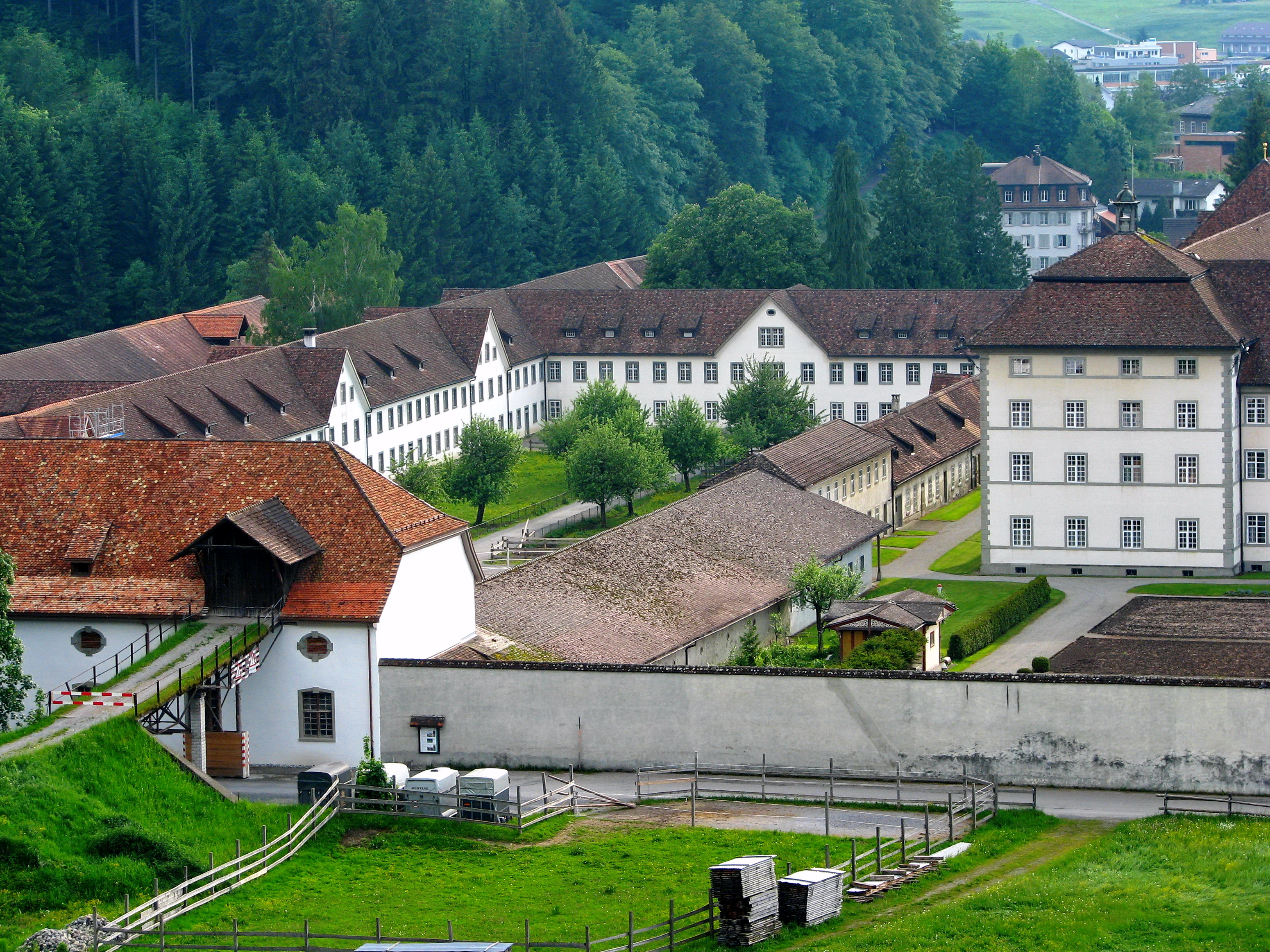
Estábulos reais, vista do leste

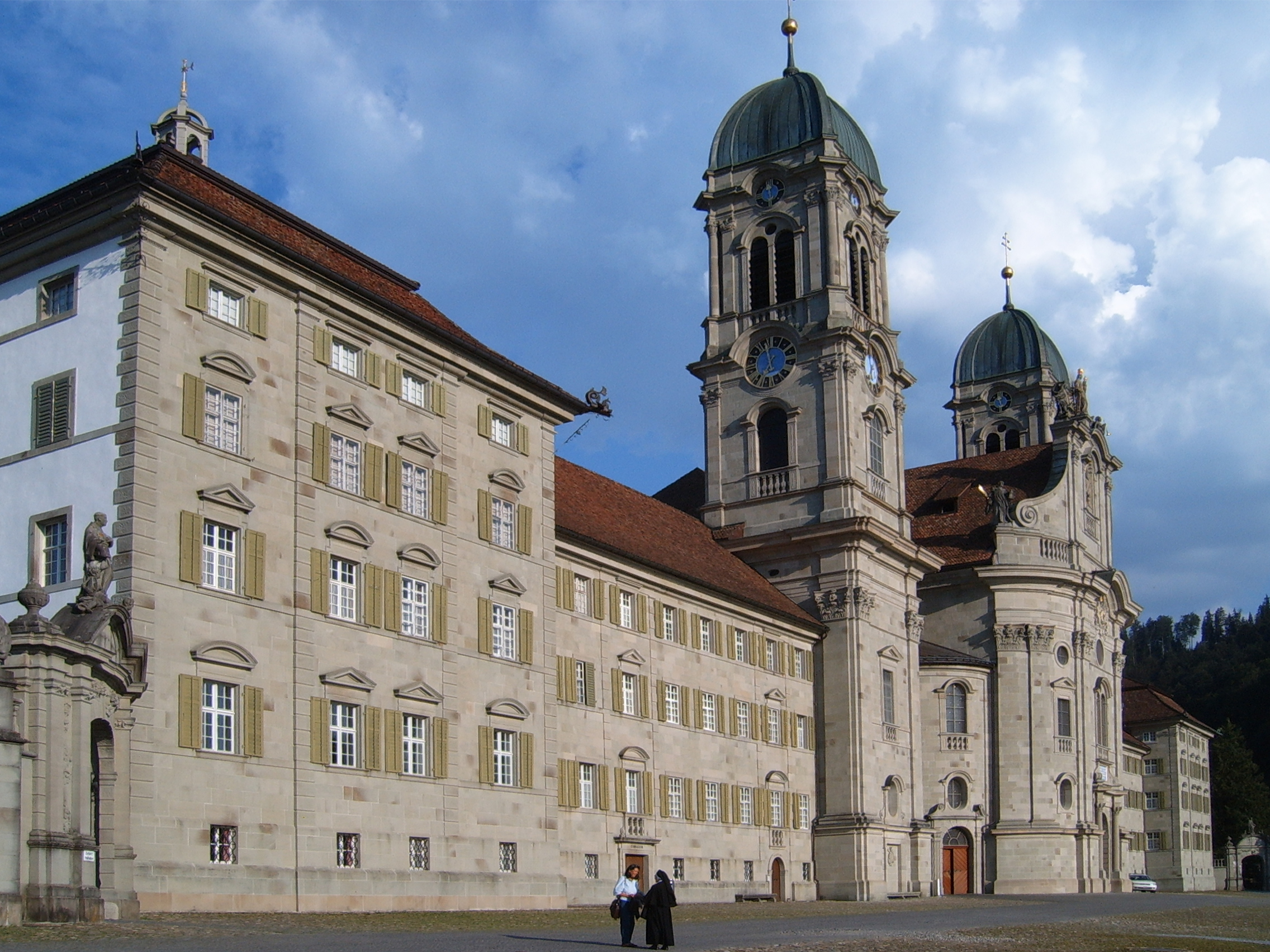
Mosteiro de Einsiedeln

A biblioteca da abadia do mosteiro é rica em livros antigos: compreende cerca de 230.000 livros impressos, 1230 manuscritos e 1040 volumes de incunábulos e gravuras antigas. 500 a 800 livros são adicionados a cada ano.
A biblioteca foi fundada em 934. O mosteiro abrigou sua própria escola de escrita no final do século X; 64 manuscritos deste período ainda são preservados hoje. O mosteiro recebeu sua própria gráfica em 1664, na qual mais de mil títulos foram publicados em 1798. As coleções da biblioteca foram mantidas nas caves do mosteiro por um longo tempo, de modo que sobreviveram incólumes aos inúmeros incêndios no mosteiro. Em 1602, o abade Augustin I. Hofmann construiu sua própria biblioteca, o magnífico grande salão barroco foi construído entre 1738 e 1740. Josef Anton Feuchtmayer foi responsável pelo trabalho de estuque nas faixas e folhagens, bem como pelos medalhões dos papas e imperadores na janela revela. A biblioteca foi restaurada pela última vez em 1998.

### Marstall
A cavalariça barroca do mosteiro, construída em 1765, alberga a mais antiga coudelaria ainda existente na Europa, iniciada no século XV. Os cavalos criados, os Cavalli della Madonna , são animais de sangue quente. A primeira referência manuscrita à criação de cavalos pode ser encontrada na concessão de direitos em 24 de fevereiro de 1064 pelo rei Henrique IV.A continuação da existência da criação de cavalos parece estar em perigo hoje.

### Klosterplatz
No século XIV, uma proibição de construção foi emitida para a área diretamente em frente ao mosteiro, com o objetivo de evitar que os incêndios nas aldeias se propagassem. De 1745 a 1747, a praça do mosteiro foi construída em sua forma atual de acordo com os planos do arquiteto milanês Paolo Federico Bianchi sob a supervisão do mestre construtor de Bregenz, Johannes Rueff. As estátuas de Otto, o Grande e Heinrich II alinham-se na escadaria. No centro da praça está a "Fonte da Senhora" é do ano de 1747 com uma estátua dourada de bronze de Maria do escultor milanês Domenico Pozzi semicircular de 1752. Em ambos os lados da praça perto de arcadas comLojas devocionais. Atrás dele, ergue-se a poderosa fachada do mosteiro barroco com duas torres de 60 m de altura no meio, emolduradas por alas de convento de três andares.
A praça é palco e palco da peça de mistério The Great World Theatre, de 1924 a 1992 na versão Eichendorf de Pedro Calderón de la Barca , depois numa versão de Thomas Hürlimann. Após a atuação em 2007, a obra foi realizada novamente em 2013. A peça de Tim Krohn foi encenada pelo diretor Beat Fäh.

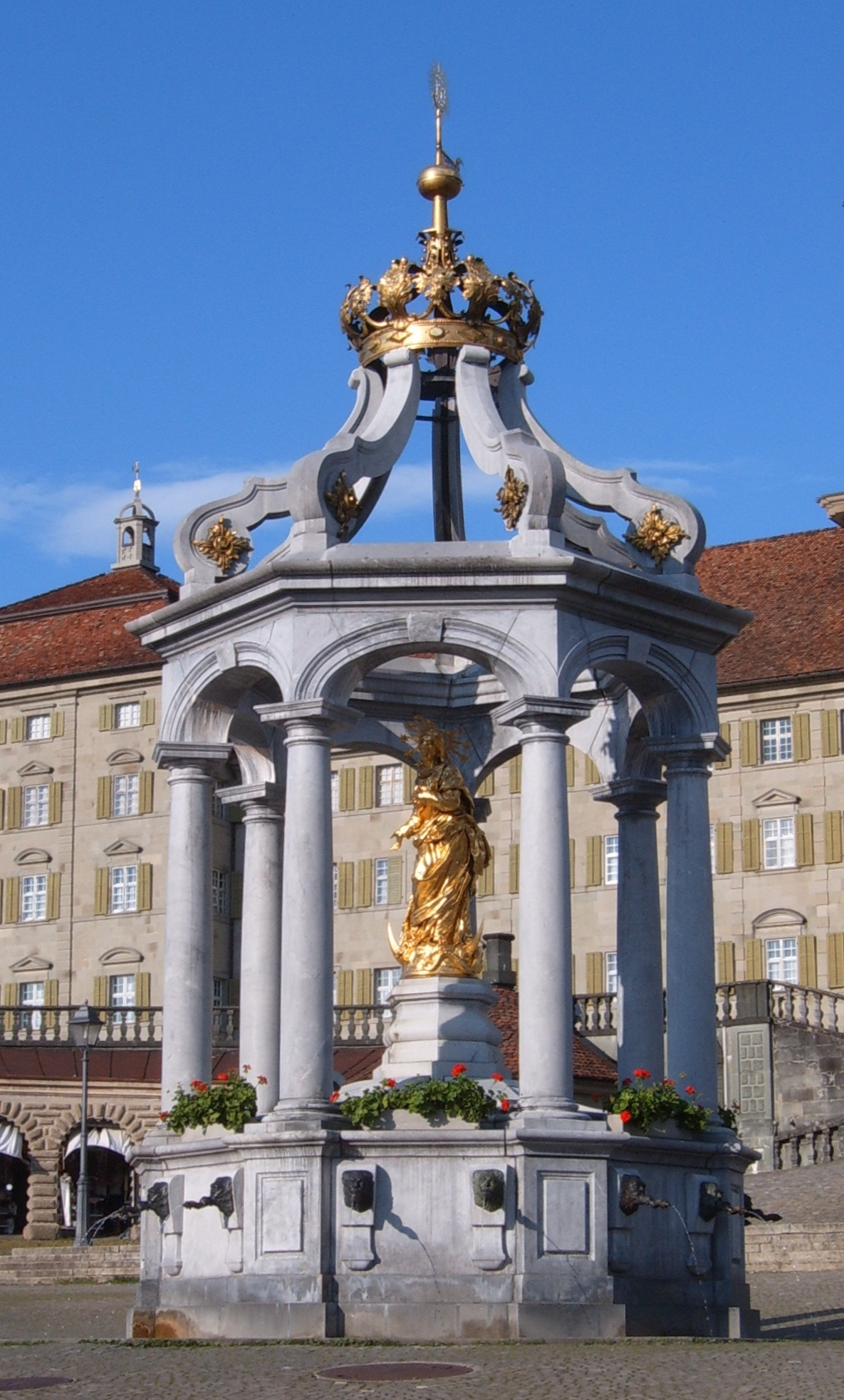
Frauenbrunnen 2006 (construído em 1747)
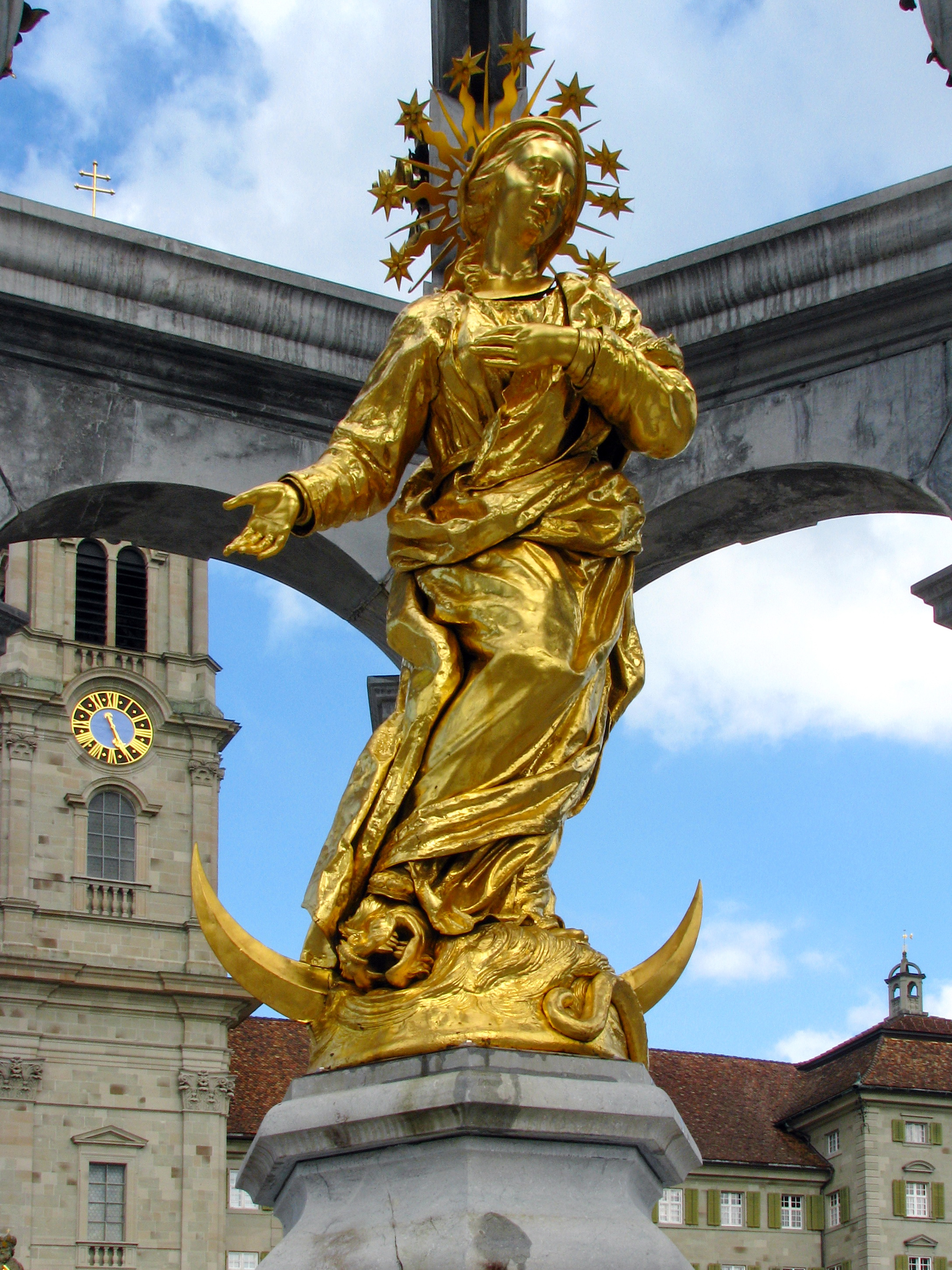
Vista detalhada 2009
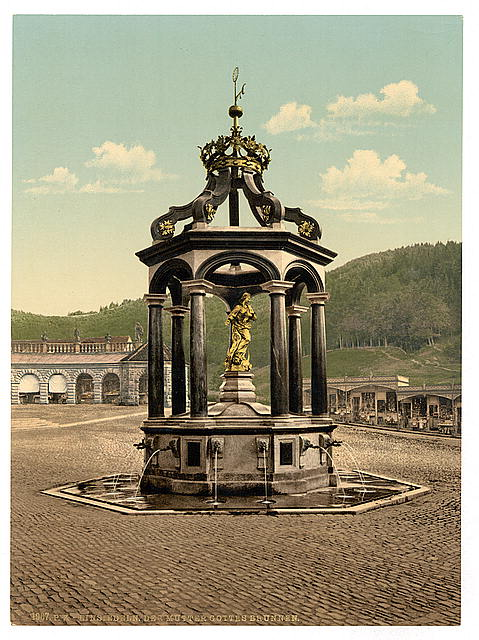
Fonte feminina por volta de 1900
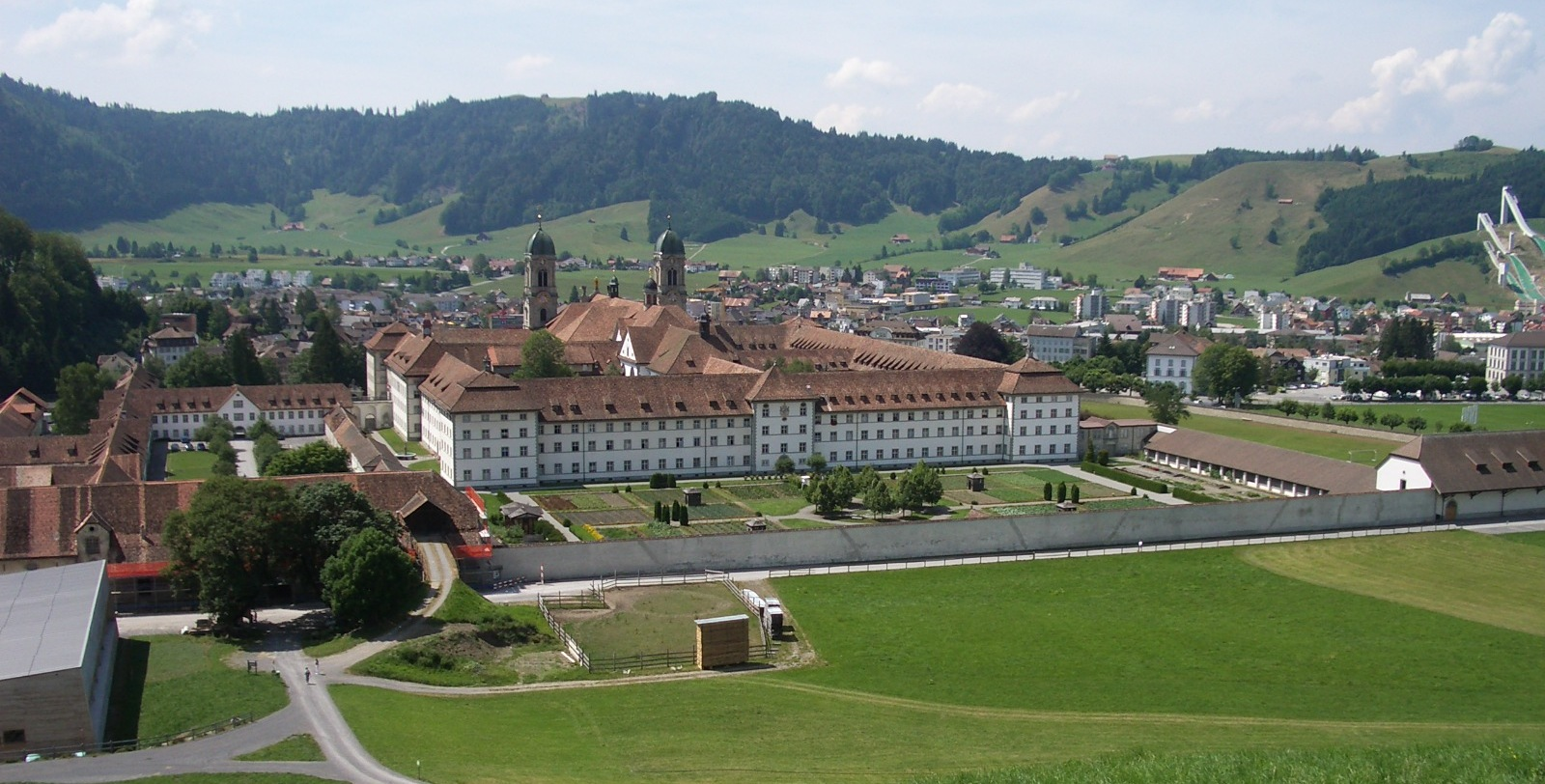
Vista do leste do complexo do mosteiro
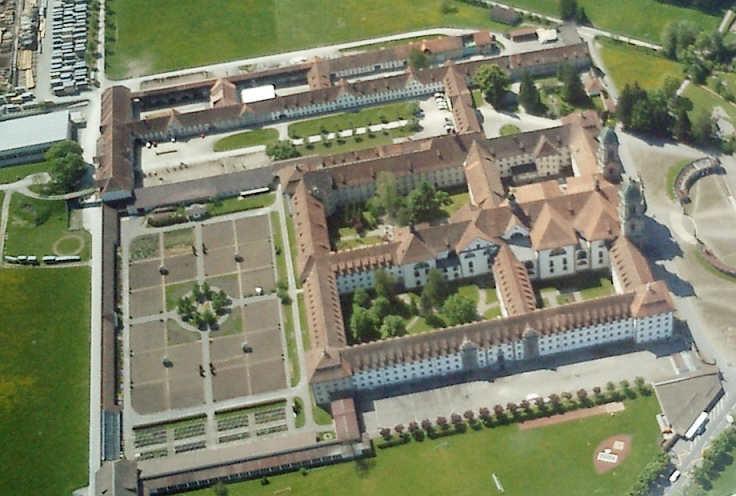
Vista aérea

## Igreja do Mosteiro

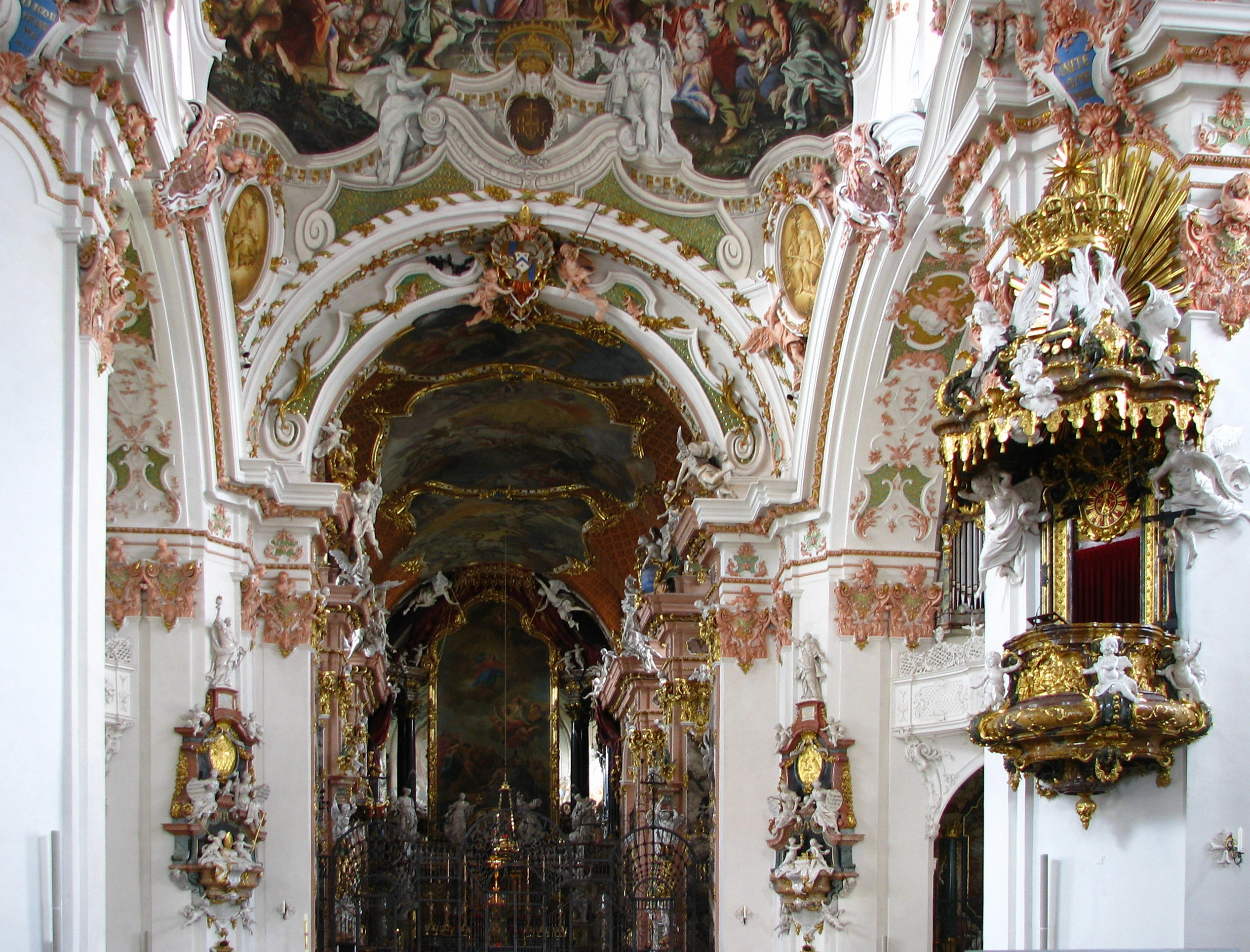
Nave (2009)

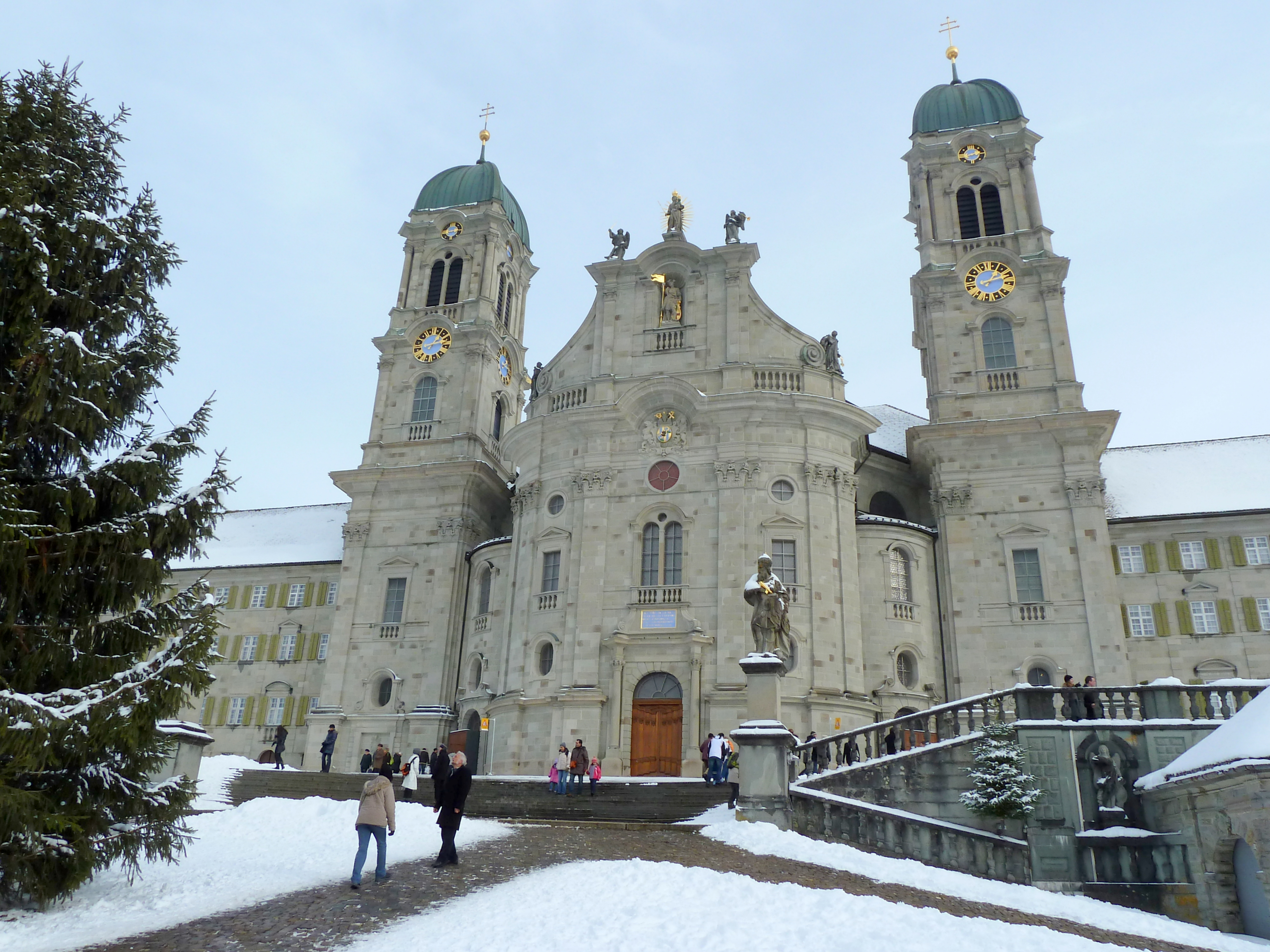
Vista externa (Advent 2010)

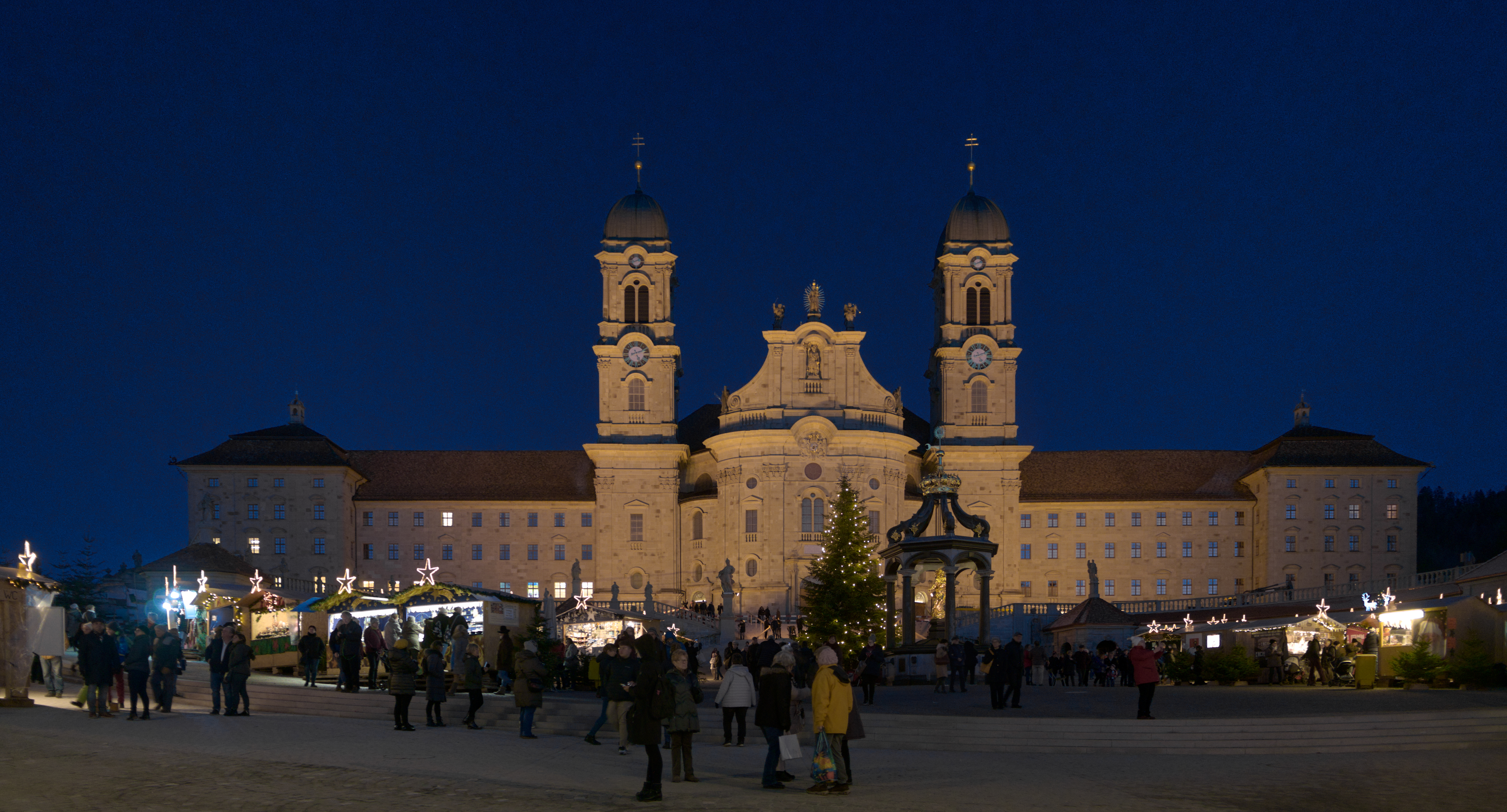
Praça principal e mosteiro durante o mercado de Natal (2019)

A estrutura central do mosteiro é a colegiada de duas torres, construída entre 1719 e a sua consagração em 1735 e também projetada por Caspar Moosbrugger. É considerada a igreja barroca mais importante da Suíça.

### Construção
Os edifícios predecessores da primeira igreja do ano 948 e os respectivos novos edifícios após vários incêndios até 1465 seguiram o novo edifício com o coro da igreja da catedral através de um contrato de construção de 1674 com o mestre de obras de Vorarlberg Johann Georg Kuen. O escultor de estuque Giacomo Neuroni, de Lugano, trabalhou com o irmão Pietro Neuroni no coro da colegiada. A igreja confessional foi construída em 1680 por Johann Georg Kuen e estucada por Pietro Neuroni, o coro foi adicionado por Caspar Moosbrugger.
O edifício geral voltado para o leste abriga a Gnadenkapelle com a Madona Negra na área de entrada oeste. Foi o primeiro edifício construído em 1682 por Caspar Moosbrugger. Após a sua destruição em 1789, a Capela da Misericórdia só foi reconstruída em 1815 pelos frades Jakob Natter e Meinrad Birchler. Os relevos de pedra da antiga Gnadenkapelle feitos por Hans Konrad Asper são preservados no mosteiro.

### Novos edifícios de 1719
Em 1719, primeiro a catedral superior e depois a inferior foram renovadas sob o monastério irmão Caspar Moosbrugger, que já estava ativo sob Johann Georg Kuen. As pinturas do teto e o estuque foram criados em 1724-1726 pelos irmãos Cosmas Damian Asam e Egid Quirin Asam. Outras figuras e o putti na frente do órgão (1749) na sala cúpula foram criados por Johann Baptist Babel. Entre 1749 e 1751, com base em um projeto de Giuseppe Torricelli e Gian Antonio Torricelli de Lugano, o escultor e arquiestre Domenico Pozzi de Milão construiu o altar-mor. As figuras em tamanho natural feitas de estuque nos altares laterais são de Diego Carlone, de Scaria, hoje parte de Lanzo d'Intelvi (I), perto da fronteira com a Suíça. As pinturas a óleo Morte de São Benedito e A Virgem Aparece a São Meinrado foram criadas por seu irmão Carlo Carlone. O mármore de estuque dos altares (1730) vem de Josef Anton Feuchtmayer. De 1730 a 1743, Diego Francesco Carlone criou 16 estátuas, as decorações alegóricas dos oito antigos altares da nave e os dois monumentos túmulos acima da cripta dos príncipes abades. O estuque e as figuras do coro inferior foram renovados de 1746 a 1750 pelo mestre pintor e gesso Franz Anton Krausde Augsburg. A extensa restauração da igreja entre 1975 e 2001 tentou restaurar a impressão do estado barroco original, que havia sido parcialmente falsificado por reformas anteriores.

### Órgãos
Existem três órgãos na igreja : O órgão do coro data originalmente de 1754 e foi restaurado pela última vez na década de 1980. O "Marienorgel" foi reconstruído em 1988 de acordo com antigos modelos de registro do século 18, o "Mauritiusorgel" foi construído em 1994. Ambos os últimos instrumentos vêm da empresa suíça Mathis Orgelbau (Näfels).

## Atividades
Como uma escola primária no cantão de Schwyz (externa) e uma escola primária humanística geral (interna), a Escola da Abadia de Einsiedeln assumiu um importante mandato educacional até hoje e treina a próxima geração em sua própria escola teológica. A Alumni Scholae Einsidlensis é a organização de ex-alunos da Einsiedeln Abbey School , fundada em 2005, que, seguindo o exemplo de universidades importantes, organiza uma rede de ex - alunos para graduados e professores da Einsiedeln Abbey School. A associação tinha cerca de 700 membros na primavera de 2010.
Para além da criação de cavalos, da viticultura, do processamento da madeira e da preservação de inúmeros bens culturais (códices, edifícios), é conhecida a escola do mosteiro , que durante muito tempo esteve sob a direção do Padre Roman Bannwart. O "Einsiedler Salve Regina " é a única versão em cinco partes deste canto litúrgico.
Nos últimos anos, o mosteiro chamou repetidamente a atenção para si mesmo por meio de várias ofertas inovadoras, por exemplo, por meio de um serviço voluntário durante o verão para homens de 18 a 25 anos de idade ou por meio de uma caça ao tesouro moderna no terreno do mosteiro chamado " Monkstrail ", onde os participantes podem descobrir de forma independente o mundo dos monges eremitas. Mais recentemente, no final de março de 2018, lançou o projeto “Klosterzeit”, que oferece a homens entre 18 e 30 anos a oportunidade de fazer 6 a 12 meses de voluntariado em vários mosteiros beneditinos em todo o mundo.

## Propriedades do mosteiro

Brasão do mosteiro de Einsiedeln

Desde 1130, o mosteiro de Einsiedeln pertenceu ao mosteiro de Fahr (com o qual forma um mosteiro duplo ), juntamente com outras terras. A ilha de Ufenau, no lago de Zurique, e o promontório de Endingen em Rapperswil , onde fica a casa do eremita (construída por volta de 981 e de propriedade de eremitas), o mosteiro dos capuchinhos e o jardim do claustro , estão entre as outras possessões desde 965. O mosteiro também possui o mosteiro Werd , que é vendido aos franciscanos (OFM)é alugado. A Abadia de Einsiedeln é o maior proprietário de terras privado da Suíça. Possui cerca de 2.140 hectares de terras em cinco cantões (Schwyz, Aargau, Zurique, Thurgau e St. Gallen). Na Áustria existe o Propstei Sankt Gerold e a igreja paroquial de St. Antonius Abbot em Düns , ambos na área das comunidades Walser em Vorarlberg. O Castelo Gottschalkenberg e Sonnenberg costumava ser propriedade do mosteiro.